# Mensa, Somvarpet
Mensa là một làng thuộc tehsil Somvarpet, huyện Kodagu, bang Karnataka, Ấn Độ.